# Elisa Augusta da Conceição Andrade

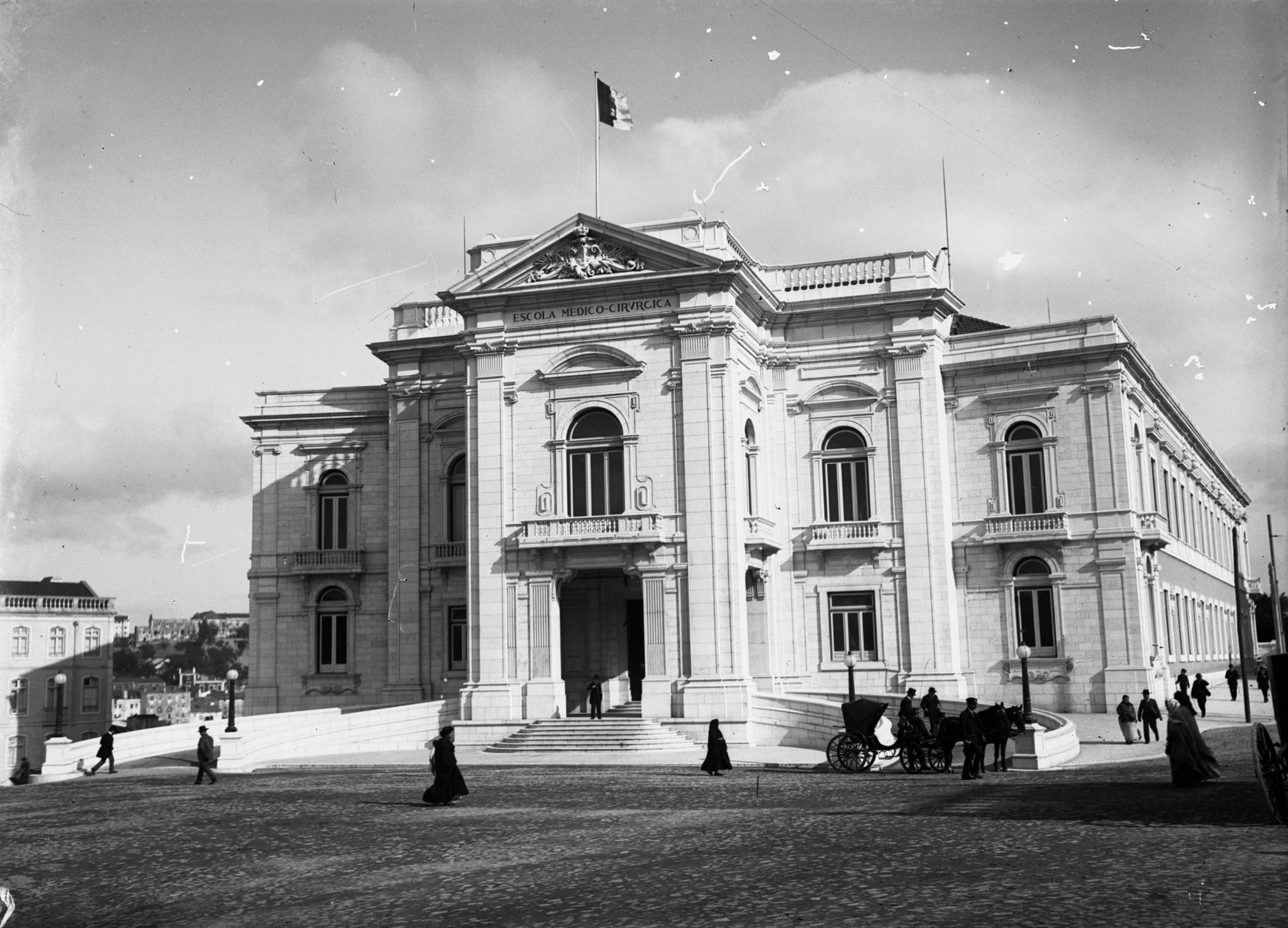
De Escola Médico-Cirúrgica in Lissabon

Elisa Augusta da Conceição Andrade was een Portugese arts en was de eerste vrouw die dit beroep in Portugal uitoefende. In de archieven van de  Escola Médico Cirúrgica de Lisboa staat geregistreerd dat Elisa Andrade zich in oktober 1880 heeft ingeschreven als student.  Het jaar van haar afstuderen is niet bekend.  In 1889 opende ze haar medisch-chirurgische praktijk voor vrouwen en kinderen in Lissabon.
Op 1 september 1889 begroette de krant Diário de Notícias de eerste dokter in Portugal als volgt:
"Mevrouw D. Elisa Augusta da Conceição Andrade, die dit jaar haar opleiding aan de Medische School van Lissabon voltooide, opende een kliniek voor vrouwen en kinderen. Dit is eindelijk de eerste grote stap op weg naar de emancipatie van vrouwen in Portugal! Binnenkort, misschien volgend jaar, zullen twee nieuwe vrouwelijke doktoren, opgeleid in Porto, zich bij hen voegen... Eer aan de wetenschap! Glorie aan de scalpel!"